# Fredric Jameson
Fredric Jameson (Cleveland, Ohio; 14 de abril de 1934-Durham, Carolina del Norte; 22 de septiembre de 2024) fue un crítico y teórico literario estadounidense de ideología marxista. 

## Biografía
Jameson nació en Cleveland, Ohio. Tras graduarse en el Haverford College en 1954, se desplazó a Europa por un breve periodo, y allí estudió en Aix-en-Provence, Múnich y Berlín, donde conoció sobre todo las últimas tendencias en filosofía continental, incluido el ascenso del estructuralismo. Volvió a América el año siguiente para hacer su doctorado en la Universidad de Yale, bajo la dirección de Erich Auerbach. 
Alcanzó reconocimiento por su análisis de las tendencias modernas en la cultura contemporánea, especialmente tras su libro El posmodernismo o la lógica cultural del capitalismo avanzado, Barcelona, Paidós, 1991). Jameson considera al postmodernismo la claudicación de la cultura ante la presión del capitalismo organizado, pensamiento que recoge así mismo en su Teoría de la postmodernidad (1996). En 2008 fue galardonado con el Premio Holberg.
En sus años finales, dio clases en la cátedra William A. Lane de Literatura comparada y Estudios romances de la Universidad de Duke.

## Primeros trabajos
Erich Auerbach fue una influencia duradera en el pensamiento de Jameson, lo que ya era evidente en su tesis doctoral publicada en 1961 como “Sartre: the Origins of a Style”. Las preocupaciones de Auerbach estaban basadas en la tradición filológica alemana; sus obras sobre la historia del estilo analizaban la literatura dentro de la historia social. Jameson seguiría este camino, examinando la articulación de la poesía, la historia, la filología y la filosofía en las obras de Jean-Paul Sartre.
El trabajo de Jameson se centró en la relación entre el estilo de los escritos de Sartre y de las posiciones políticas y éticas de su filosofía existencialista. Los aspectos marxistas de la obra de Sartre se pasan por alto en este libro; Jameson volvería a ellos en la década siguiente.
Aunque la tesis de Jameson se basó en el análisis de la larga tradición cultural europea, difiere mucho de las tendencias predominantes de la escuela anglo-americana. No obstante, Jameson obtuvo un puesto en la Universidad de Harvard, donde impartió clases durante la primera mitad de los años sesenta.

## Análisis del estructuralismo
Al mismo tiempo Jameson estudió la principal corriente alternativa al análisis marxista que se estaba desarrollando en Europa: La teoría del lenguaje y la literatura estructuralista. Después de ir a la Universidad de California (San Diego) en 1967, publicó: "Twentieth-Century Dialectical Theories of Literature" (1971) y "The Prison-House of Language: A Critical Account of Structuralism and Russian Formalism" (1972). A través de estos libros trató de participar en las características de la corriente literaria y la vida académica que percibía como una tendencia que rompía con la realidad. Jameson criticó la consagración de la obra de arte como un objeto totalmente separado de su contexto de producción a través de la alabanza humanista del artista y luchando contra el formalismo anti-histórico derivado de una interpretación restrictiva del método estructuralista. Vio ambas tendencias como fracasos al percibir los elementos clave de la producción contemporánea y el consumo de objetos artísticos. También mantuvo, como en trabajos anteriores, que los objetos culturales deben ser entendidos de acuerdo con las reglas o normas culturales; sostuvo un análisis cuidadoso y detallado de las prácticas culturales que desvelan el arte y la cultura basados en realidades económicas. Durante los años 70 continuó trabajando en la misma dirección. Se dedicó a evaluar los textos literarios a diversos niveles, incluyendo los géneros y autores contemporáneos que apenas habían sido tratados por los estudios académicos, que van desde la ciencia ficción a Raymond Chandler, con las discusiones teóricas de la ideología, la modernidad y la historia literaria.

## El inconsciente político
En 1981 apareció The Political Unconscious: Narrative as a Socially Symbolic Act (traducción española: Documentos de cultura, documentos de barbarie: la narrativa como acto socialmente simbólico), donde el término psicoanalítico "inconsciente" alude a las narrativas históricas (ideologías) reprimidas que subyacen a un texto o discurso literario. El "inconsciente político" de Jameson adopta también de Freud el concepto de "represión", pero este aquí es elevado desde un sentido meramente individual hasta un nivel colectivo: la función de la ideología sería reprimir la "revolución" o cambio social. Los oprimidos necesitan de este inconsciente político no menos que las clases opresoras, dado que la vida resultaría insoportable para aquellos si la "revolución" no fuera adecuadamente reprimida. De esta manera, las ideologías para Jameson consisten en «estrategias de contención», a fin de que una determinada sociedad pueda «dar una explicación de sí misma capaz de ocultar las contradicciones subyacentes». Aunque Jameson afirma también que es posible utilizar los conceptos ideológicos (mediante una "lectura histórica" —marxista— de las manifestaciones culturales), a su vez, como medios para trascender la ideología dominante.

## La crítica del posmodernismo
El posmodernismo, o la lógica cultural del capitalismo tardío fue inicialmente publicado en la revista New Left Review en 1984, durante el periodo de Jameson como profesor de Literatura e Historia de la Conciencia en la Universidad de California en Santa Cruz. Este artículo polémico, desarrollado posteriormente (1991) en una obra completa, fue parte de una serie de análisis de la postmodernidad desde el punto de vista dialéctico que Jameson había desarrollado en su anterior trabajo sobre la narrativa. En él, Jameson explicó el posmoderno "escepticismo hacia los metarrelatos" como un "modo de la experiencia" derivado de las condiciones del trabajo intelectual impuestas por el modo de producción del capitalismo tardío. 
Los posmodernos alegaban que la compleja diferenciación entre las "esferas" o campos de la vida (como el político, el social, el cultural, comercial, etc.) y entre las distintas clases y funciones dentro de cada campo había sido superada por la crisis de fundamentación y la consiguiente relativización de las pretensiones reales. Jameson argumentó, en contra de esto, que estos fenómenos se entendían o podían haber sido entendidos correctamente dentro de un marco modernista. 
En su opinión, la fusión posmoderna de todos los discursos en un conjunto indiferenciado fue el resultado de la colonización de la esfera cultural, que había mantenido al menos una autonomía parcial durante la época modernista previa, por un capitalismo empresarial de reciente creación. Siguiendo los análisis de Adorno y Horkheimer de la cultura industrial, Jameson trató este fenómeno en su discurso crítico de la arquitectura, el cine, la narrativa y las artes visuales, así como en su obra estrictamente filosófica. Dos de las teorías más conocidas de Jameson acerca del posmodernismo son que la postmodernidad se caracteriza por el pastiche y la crisis de la historicidad. Jameson argumentó que la parodia (que requiere un juicio moral o la comparación con las normas sociales) fue sustituida por el pastiche (collage y otras formas de yuxtaposición sin un fundamento normativo). En relación con esto, Jameson sostuvo que la era posmoderna padece una crisis de historicidad. Según sus palabras, ya no parece haber ninguna relación orgánica entre la historia de Estados Unidos aprendida en los libros escolares y la experiencia real. 
El análisis del posmodernismo de Jameson intentó verlo como históricamente fundamentado, por lo tanto rechazó de manera explícita cualquier oposición moral a la posmodernidad como un fenómeno cultural, y continuó insistiendo en una crítica inmanente hegeliana. Su fracaso en dejar de lado el posmodernismo desde el inicio, sin embargo, fue percibido por muchos como un apoyo implícito de puntos de vista posmodernos.

## Muerte y legado
Jameson murió en septiembre de 2024 a los 90 años. Trece años antes de su muerte, Rey Chow, entonces decano del programa de literatura de la Universidad de Duke, reflexionó sobre la carrera de Jameson con ocasión de la entrega de un premio celebrando su trayectoria: "Uno estaría en una posición difícil si tuviera que encontrar un estudioso de las humanidades que sea más visible, más frecuentemente citado multidisciplinariamente, y que haya mantenido la atención crítica nacional e internacional durante un período de tiempo más prolongado que Fred Jameson".
Robert T. Tally Jr, en una reseña de su trabajo en 2024, Inventions of a Present: The Novel in Its Crisis of Globalization, publicado tres semanas antes de su muerte, escribió que "por  más de cinco décadas, Fredric Jameson ha sido el principal crítico literario y cultural marxista en los Estados Unidos, si no en todo el mundo".

## Obra
- La cárcel del lenguaje: perspectiva crítica del estructuralismo y del formalismo ruso (Barcelona, 1980)
- Documentos de cultura, documentos de barbarie, Antonio Machado, 1989 (traducción de The Political Unconscious, 1981)
- El posmodernismo o la lógica cultural del capitalismo avanzado, Barcelona, Paidós, 1991
- La estética geopolítica: cine y espacio en el sistema mundial, paidos ibérica, 1995
- Teoría de la postmodernidad (Madrid, 1996, edición abreviada de Postmodernism, or the Cultural Logic of Late Capitalism)
- Las semillas del tiempo, Manantial, 2000
- El giro cultural. Escritos seleccionados sobre el postmodernismo 1983-1998 (Buenos Aires, 2002)
- Una modernidad singular, Gedisa, 2004
- El realismo y la novela providencial, Círculo de Bellas Artes, 2006
- Arqueologías del futuro. El deseo llamado utopía y otras aproximaciones de ciencia ficción, Madrid, Akal, 2009. ISBN 978-84-460-2483-5
- Marxismo tardío, Adorno y la persistencia de la dialéctica, Fondo de Cultura Económica, 2010
- Reflexiones sobre la postmodernidad (junto a David Sánchez Usanos), Madrid, Abada, 2010. ISBN 978-84-96775-82-4
- El postmodernismo revisado, Madrid, Abada, 2012. ISBN 978-84-15289-51-7
- Signaturas de lo visible (Buenos Aires, 2013)
- Representar "El capital": una lectura del tomo I (Buenos Aires, 2013 [también: Representing Capital. El desempleo: una lectura de "El Capital", Madrid, 2011])
- Brecht y el método (Buenos Aires, 2013)
- Valencias de la dialéctica (Buenos Aires, 2013)
- Las variaciones de Hegel. Sobre la 'Fenomenología del espíritu', Madrid, Akal, 2015. ISBN 978-84-460-4107-8